# Maria Rain
Maria Rain (fino al 1895 Toppelsdorf, in sloveno Žihpolje) è un comune austriaco di 2 500 abitanti nel distretto di Klagenfurt-Land, in Carinzia.